# 瑞安·斯蒂爾斯
瑞安·斯蒂爾斯（英語：Ryan Lee Stiles，1959年4月22日—）是美國的一位演員、喜劇演員、導演和配音演員。他經常出演即興喜劇，最著名的作品包括在《好漢兩個半》中飾演Herb Melnick角色和《對台詞》。